# Hermann Dessau

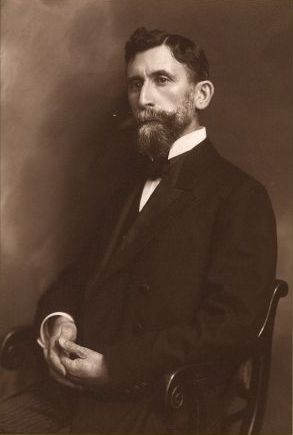
Hermann Dessau

Hermann Dessau (* 6. April 1856 in Frankfurt am Main; † 12. April 1931 in Berlin) war ein deutscher Althistoriker und Epigraphiker.

## Leben
Nach dem Abitur an Ostern 1874 am Städtischen Gymnasium Frankfurt am Main (heute Lessing-Gymnasium) studierte der Sohn des Rabbiners und Schulleiters Samuel Dessau in Berlin, unter anderem bei Theodor Mommsen, der ihn auch später förderte, und promovierte 1877 in Straßburg. Er führte für das von Mommsen geleitete Langzeitprojekt Corpus Inscriptionum Latinarum (CIL) der Preußischen Akademie der Wissenschaften eine Forschungsreise nach Italien und Nordafrika durch und habilitierte sich 1884 in Berlin für Alte Geschichte. Von 1900 bis 1922 war er wissenschaftlicher Beamter beim CIL, ab 1912 außerordentlicher, ab 1917 ordentlicher Honorarprofessor an der Universität Berlin. Aufgrund seiner jüdischen Herkunft war es Dessau nicht möglich, im wilhelminischen Deutschland eine ordentliche Professur zu erlangen.
Dessau wurde in seiner Geburtsstadt Frankfurt am Main begraben.
Hermann Dessaus Bruder Bernardo Dessau (1863–1949) war Physikprofessor an der Universität Perugia und Gründer der ersten zionistischen Zeitschrift in Italien (Il Vessillo Israelitico), während Hermann Dessau sowohl zionistischen wie auch jüdisch-reformerischen Bestrebungen gegenüber äußerst zurückhaltend blieb.

## Leistungen
Dessaus Arbeitsschwerpunkt war die lateinische Epigraphik; für das CIL gab er mehrere Bände heraus. Vor allem ist sein Name verbunden mit einer nach wie vor wichtigen Auswahlsammlung von knapp 10.000 lateinischen Inschriften, Inscriptiones Latinae selectae (1892–1916), die mitunter auch als „Dessau“ (abgekürzt „D.“) zitiert wird.
Darüber hinaus war Dessau einer der Herausgeber der ersten Ausgabe der Prosopographia Imperii Romani der Preußischen Akademie der Wissenschaften. Für die Bewertung und Erforschung der Historia Augusta war sein 1889 veröffentlichter Aufsatz Über Zeit und Persönlichkeit der Scriptores Historiae Augustae grundlegend.  Dessau verfasste mehr als 600 Fachartikel für Paulys Realencyclopädie der classischen Altertumswissenschaft.
Dessaus dreibändige, auf eigenen Quellenforschungen beruhende und daher auch in vielen Einzelerkenntnissen von den hergebrachten wissenschaftlichen Anschauungen abweichende Geschichte der römischen Kaiserzeit (1924–1930), die er im Ruhestand verfasste, blieb unvollendet.

## Schriften (Auswahl)
- Über Zeit und Persönlichkeit der Scriptores historiae Augustae. In: Hermes. Band 24, 1889, S. 337–392.
- Die Ueberlieferung der Scriptores Historiae Augustae. In: Hermes. Band 29, 1894, S. 393–416.
- Inscriptiones Latinae selectae. 3 Bände in 5 Teilbänden, Weidmann, Berlin 1892–1916.
- Geschichte der römischen Kaiserzeit. 2 Bände in 3 Teilbänden, Weidmann, Berlin 1924–1930.